# Don't Know What to Tell Ya
Don't Know What to Tell Ya is de laatste single van de Amerikaanse zangeres Aaliyah. De single staat op het album I Care 4 U en werd uitgebracht in 2003.

## Tracklist
1. Don't Know What to Tell Ya (radioversie)
2. Don't Know What to Tell Ya (Thomas Eriksen-mix)
3. Don't Know What to Tell Ya (Intenso Project-remix)
4. Don't Know What to Tell Ya (albumversie)

## Hitlijsten
In Nederland is "Don't Know What to Tell Ya" geen grote hit geworden. Op 24 mei 2003 kwam de single binnen in de tipparade en verder is hij nooit gekomen.